# Emma L. Brock
Emma Lillian Brock (Fort Shaw, Montana, 11 de junho de 1886 — Hastings, Minnesota, 17 de agosto de 1974) foi uma autora e ilustradora norte-americana, autora de mais de 30 livros infantis.

## Biografia
Emma L. Brock nasceu em Fort Shaw, Montana, a mais velha de duas filhas de Morton W. Brock e Emma Brownson.
Frequentou a The University of Minnesota, onde obteve o grau de Bachelor of Arts em 1908, e depois a Minneapolis School of Fine Arts, e a Art Students League of New York, onde foi aluna de George Bridgman, Boardman Robinson e Joseph Pennell.
Durante este período (de cerca de 1909 até pelo menos meados da década de 1910), Brock pagou a sua passagem pelas escolas de arte trabalhando como bibliotecária nos sistemas de bibliotecas públicas de Minneapolis e de Nova Iorque, respetivamente. Na primeira, esteve no departamento de arte, enquanto em Nova Iorque trabalhou nas salas das crianças.
Antes da publicação, em 1929, de Runaway Sardine, o primeiro livro escrito e ilustrado por Brock (bem como o seu favorito pessoal), a estreia profissional de Brock como ilustrador deu-se em 1922 com a adaptação de Clara Whitehill Hunt da obra de R. H. Horne Memoirs of a London Doll.
A colunista do Brooklyn Times, e colega autor de livros infantis, Elsie Jean descreveu a estreia autoral de Brock em 1929 como «um dos mais belos livros ilustrados» de 1929, agradável da primeira à última página e ideal para idades entre os 4 e os 9 anos, concluindo: «Vou guardar este para mim, e já tenho mais de nove anos!»
Brock morreu em 17 de agosto de 1974 e os seus restos mortais estão enterrados no Lakeside Cemetery, Hastings, Dakota County, Minnesota.

## Obras publicadas
Para além de ter ilustrado obras de múltiplos autores, publicou as seguintes monografias:
- Runaway Sardine (1929)  LCCN 29-14637
- To Market! To Market! (1930)  LCCN 30-18300
- The Greedy Goat (1931)  LCCN 31-18179
- One Little Indian Boy (1932)  LCCN 32-19045
- The Hen That Kept House (1933)  LCCN unk8-204186
- Little Fat Gretchen (1934)  LCCN 34-31446
- Beppo (1936)  LCCN 36-29596
- Drusilla (1937)  LCCN 37-4881
- The Pig With a Front Porch and The Pig That Lived Under Half a Boat (1937)  LCCN 37-28562
- Till Potatoes Grow on Trees : Nine Fine Retellable Tales (1938)  LCCN 38-27264
- High in the Mountains (1938)  LCCN 38-27363
- Nobody's Mouse (1938)  LCCN 38-30383
- A Present for Auntie (1939)  LCCN 39-16411
- Heedless Susan Who Sometimes Forgot to Remember (1939)  LCCN 39-30530
- At Midsummer Time, A Story of Sweden (1940)  LCCN 40-6807
- Too Fast for John (1940)  LCCN 40-10078
- Then came Adventure (1941)  LCCN 41-10975
- Here Comes Kristie (1942)  LCCN 42-15602
- Topsy-Turvy Family (1943)  LCCN 43-9802
- Mr. Wren's House (1944)  LCCN 44-3685
- Uncle Benny Goes Visiting (1944)  LCCN 44-6541
- The Umbrella Man (1945)  LCCN 45-3160
- The Bird's Christmas Tree (1946)  LCCN 46-6853
- Little Duchess, Anne of Brittany (1948)  LCCN 48-7494
- Surprise Balloon (1949)  LCCN 49-8188
- Kristie and the Colt : And the Others (1949)  LCCN 49-10331
- Three Ring Circus (1950) OCLC 1612853
- Too Many Turtles (1951)  LCCN 51-11073
- Kristie's Buttercup (1952)  LCCN 52-6388
- Kristie Goes to the Fair (1953)  LCCN 53-7626
- Ballet for Mary (1954)  LCCN 54-7709
- Plug-Horse Derby (1955)  LCCN 55-8947
- Come On-Along, Little Fish (1956)  LCCN 57-5254
- Skipping Island (1958)  LCCN 58-9939
- Patty on Horseback (1959)  LCCN 59-12569
- Pancakes and the Merry-Go-Round (1960)  LCCN 60-13024
- The Plaid Cow (1961)  LCCN 61-15309
- Mary's Secret (1962)  LCCN 62-14766
- Mary's Camera (1963)  LCCN 63-9116
- Good Old Kristie (1964)  LCCN 63-9579 (illustrated by Frank Aloise)
- Mary Makes a Cake (1964)  LCCN 64-20170
- Mary on Roller Skates (1967)  LCCN 67-18592

Emma Brock também ilustrou livros infantis de outros autores, tais como Sandy's Kingdom por Mary Gould Davis, The Wise Little Donkey da Condessa de Ségur, The Islands of Magic Legends, Folk and Fairy Tales from the Azores de Elsie Spicer Eells e Granny's Wonderful Chair de Frances Browne.